# Östra Finlands universitet

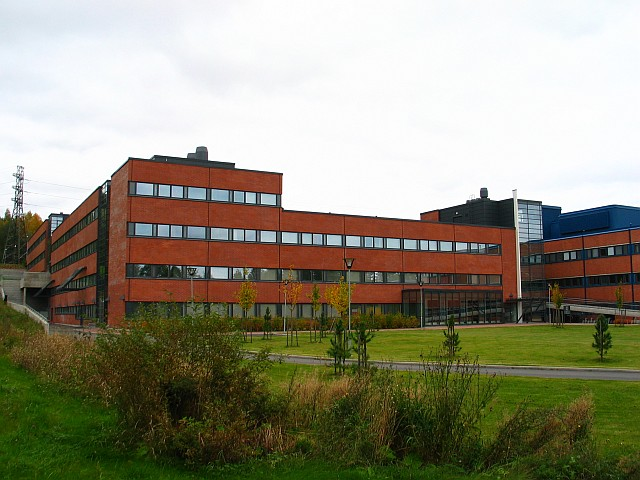
En av universitets huvudbyggnader, Mediteknia, på Campus Kuopio.

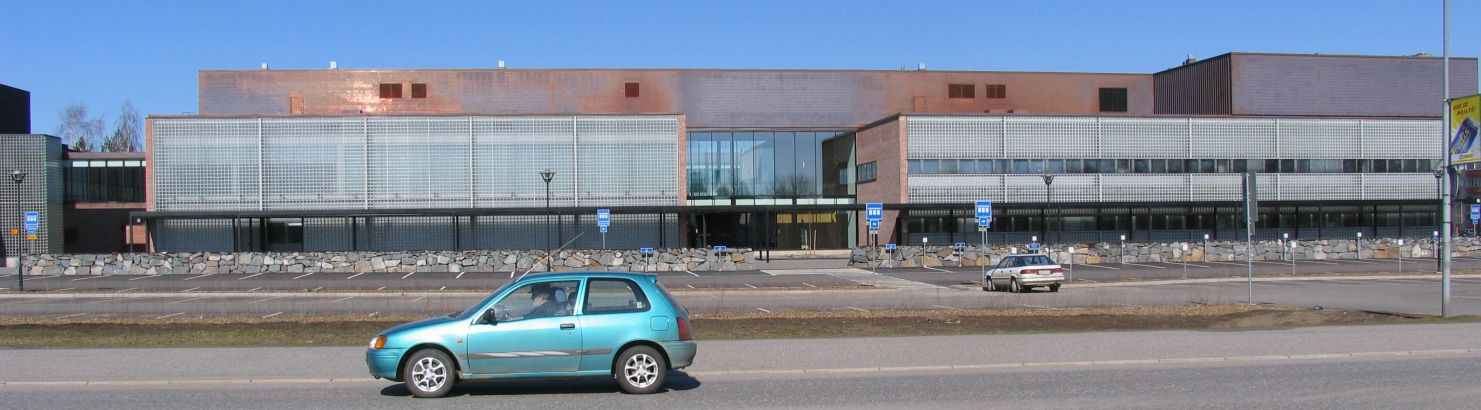
Aurora-byggnaden på Campus Joensuu.

Östra Finlands universitet (finska: Itä-Suomen yliopisto) är ett universitet med huvudsakliga campus i Kuopio och Joensuu. Det bildades 1 januari 2010 genom att Kuopio universitet och Joensuu universitet gick ihop. Universitetet har fyra fakulteter: filosofisk, natur- och forstvetenskaplig, hälsovetenskaplig och samhällsvetenskaplig-ekonomisk. Ett mindre campus i Nyslott lades ned år 2018.
Östra Finlands universitet är ett av Finlands största vetenskapsuniversitet. Universitetet har cirka 15 000 studerande och cirka 2 600 anställda. Tvärvetenskaplighet präglar universitetets verksamhet. Starka områden inom universitetets forskning är skog och miljö, hälsa och välfärd samt nya teknologier och material.